# Carlos Vairo

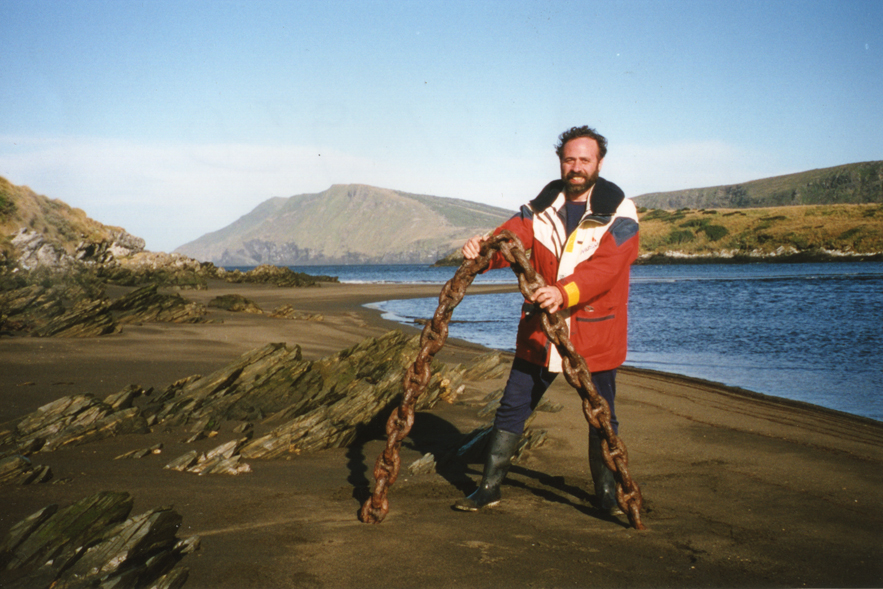
El museólogo e investigador Carlos Pedro Vairo mostrando el hallazgo de la cadena de la goleta Espora en Bahía Franklin

Carlos Pedro Vairo (Buenos Aires, 1953) es museólogo, escritor, historiador, explorador e investigador argentino. Basa sus investigaciones en sus viajes de exploración. Es especialista en la Isla de los Estados, la Península Antártica y Tierra del Fuego. 

## Cargos y membresías
Es creador y director desde 1994 a la fecha del Museo Marítimo y del Presidio de Ushuaia,  director del Museo Antártico José María Sobral,  director del Museo de Arte Marino Ushuaia, presidente con mandato desde el 2002 hasta abril de 2016, de la Asociación de Directores de Museos de la República Argentina (ADiMRA), desde 2001 a 2007, director del Museo Itinerante Buque Austral Patagónico a bordo del Ice Lady Patagonia.
Vairo es miembro de varias organizaciones internacionales y en algunas ha ocupado cargos directivos. Desde el año 2000, forma parte de International Congress of Maritime Museums, una entidad que agrupa a los profesionales de museos marítimos de todo el mundo, cada dos años organiza conferencias que ayudan a vincular a los museos y a los especialistas de la materia.
Miembro de la Comisión Directiva de ICOM Argentina (International Council of Museums) desde octubre del 2001 hasta el 2007. Participa en las organizaciones: MINON (Ecomuseos del ICOM), ICR (Museos Regionales del ICOM), ILAM (Consejo Latinoamericano para la nueva Museología), desde 1996.
Es miembro del CICOP (Centro Internacional de Conservación del Patrimonio, España), que tiene por objeto apoyar la conservación, protección y difusión de los bienes culturales tangibles e intangibles. Representa al Museo Marítimo y del Presidio de Ushuaia y Buque Austral Patagónico ante FADAM (Federación de Amigos de Museos de la Argentina)
Desde 1994 está asociado a la Asociación Española de Gestores del Patrimonio Cultural y a REDIPAC: Red Iberoamericana del Patrimonio Cultural, desde 2007. Fue uno de los fundadores en 1996 de la Red Asociación de Museos Argentinos, en la que se desempeña como coordinador desde 2004.
Miembro de los Encuentros de Historiadores Antárticos Latinoamericanos desde el 2006. Miembro del HASSEG desde 2016. Miembro Polar Museums Network, desde 2016.
En 2018 fue nombrado Miembro de Número del Instituto Browniano y Delegado en Ushuaia. En 2020 ocupa el sitial XII de la ACADEMIA de la ANTARTIDA.
Desde 1992 a la fecha Gerente Director de Fin del Mundo SRL.

## Autor y divulgador
Es autor de ensayos periodísticos, para revistas especializadas y de trabajos de investigación sobre la historia de la región de Tierra del Fuego, de sus primeros habitantes, los yaganes, de la Isla de los Estados, del Presidio de Ushuaia, de los naufragios en el Cabo de Hornos, sobre el parque nacional de Tierra del Fuego y sobre los asentamientos balleneros en la Antártida.  Ha escrito más de veinte libros y desde el año 2016 al 2020, editó la Revista Fuego de divulgación histórica educativa y recreativa, de contenido histórico y cultural de Tierra del Fuego junto a Fernando Soto. 
-Libros publicados: -El Mito y la Aventura Ed. Cartagena Ediciones1987; 
-Los Yámanas, reconstrucción de una canoa de corteza.1994 Ed. Zagier y Urruty. Edición en español y Edición en inglés. 
-El Presidio de Ushuaia. 1996 Ed. Zagier y Urruty; español e inglés.
-El Presidio de Ushuaia Vol. 2 Testimonio de Reclusos. Inspecciones ¿Castigos o torturas?. 2005, Ed Zagier & Urruty Publications.
-Isla de los Estados y el Faro del Fin del Mundo, 1997 - Ed. Zagier & Urruty Publications; español e inglés.
-Ushuaia, su historia.1996 Ed Zagier y Urruty. Español e inglés.
-Oro en Tierra del Fuego. 1998 Ed. Zagier & Urruty 
-Naufragios en el Cabo de Hornos, Estrecho de Magallanes, Isla de los Estados, Península Mitre, Malvinas y Georgias del Sur. Ed. Zagier & Urruty. 1998 Edición en español. Edición en inglés 1999.
-Ushuaia, su Museo Marítimo. 1997, Ed. Zagier y Urruty. Español e inglés.
-Comida Patagónica y Fueguina; 1999. Ed. Zagier y Urruty. Español e inglés. Edición abreviada de bolsillo año 2000.- 
-El Mate; 1997. Español e inglés Ed. Zagier y Urruty.
-Handbook of Tierra del Fuego 2002. Español e inglés. Ed. Zagier y Urruty.
-ANTARTIDA Fotos de Viaje. Textos Carlos Pedro Vairo. Fotografía: Carlos Pedro VAIRO, Sergio Zagier, Koichi Fujiwara y Santiago Imbert. Zagier & Urruty- 2004-
-PINGUINOS. Texto Carlos Pedro Vairo. Fotos Carlos Pedro Vairo, Sergio Zagier, Koichi Fujiwara, Colin Monteath y Zelfa Silva. Ed.  Zagier y Urruty 2006.
-USHUAIA y sus Alrededores. Fotos de viaje. Textos de Carlos Pedro Vairo. Fotos de Carlos Pedro Vairo y Sergio Zagier. Ed. Zagier y Urruty 2006.
-ANTARTIDA Patrimonio Cultural de la Argentina. Ed. Zagier y Urruty. 2007. Autores Carlos Pedro Vairo, Ricardo Capdevila, Verónica Aldazabal, Pablo Pereyra.
-Antártida. Asentamientos Balleneros Históricos. Ed. Zagier y Urruty 2007. Carlos Pedro Vairo, CN Horacio Molina Pico y Lic. Guillermo May.
-Guía del parque nacional de Tierra del Fuego. ED. Zagier y Urruty. 2008. Lic Carlos Pedro Vairo y Lic María Silvia Boutellier.
-5000 Kilómetros de Costa Argentina. Coautor con Mercedes Christophersen. Octubre 2010. Ed. del Autor.
- Terra Australis. Historia de la Cartografía Tierra del Fuego, Patagonia y Antártida. 2011 Ed. Zagier & Urruty ISBN 978-987-1468-18-8
- Faros del Fin del Mundo. Ed. OJOS VISTA Oct. 2017 ISBN 978-987-46334-2-2
Se puede acceder a muchas de estas publicaciones desde la página del Museo Marítimo de Ushuaia 
ANIMACIONES Didácticas: Pequeñas Grandes Historias del Museo Marítimo y del Presidio de Ushuaia.
Mapas publicados: 
-Carta Histórica del Cabo de Hornos y sus Naufragios
-Carta Histórica de Isla de los Estados, sus naufragios y asentamientos históricos humanos.
-Carta Histórica de la Península Antártica, sus naufragios, museos, bases balleneras y destacamentos.
-Carta de Mapas Antiguos de la Antártida con la explicación de su evolución. 2007.
-Mapas antiguos de Tierra del Fuego con la explicación de su evolución 2005.